# Luis Peña Illescas

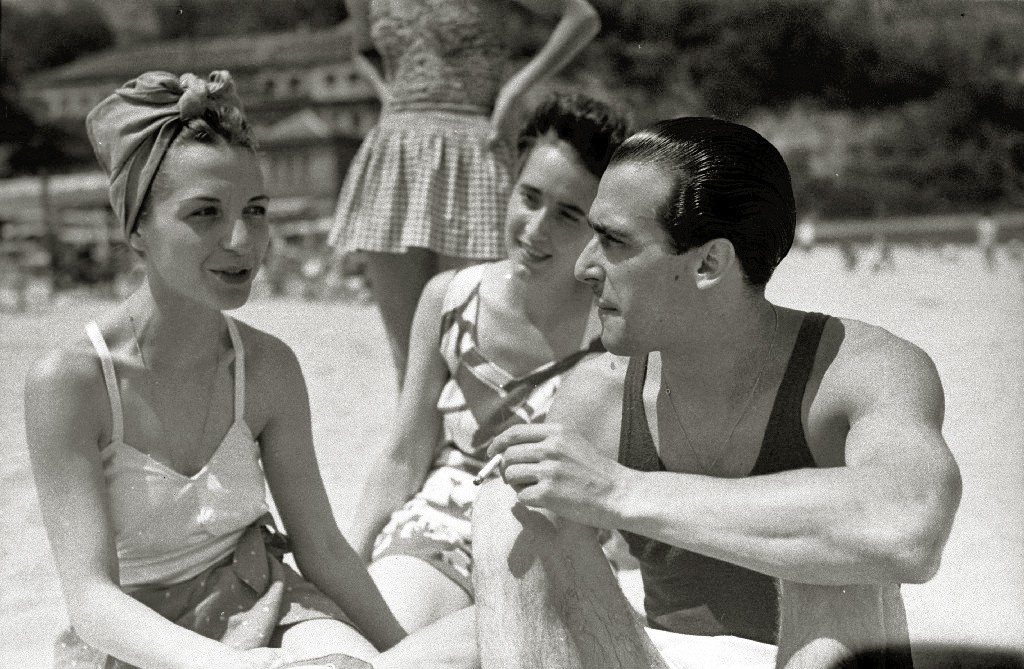
Luchy Soto (a la izquierda) con Luis Peña Illescas en la playa de Ondarreta en 1946

Luis Peña Martínez-Illescas (Santander, 20 de junio de 1918-Madrid, 29 de marzo de 1977) fue un actor español.

## Biografía
Hijo de los actores Luis Peña Sánchez y Eugenia Martínez-Illescas y hermano de Pastora Peña, sube por primera vez a un escenario a los dos años en una representación de Casa de muñecas, con la Compañía de Catalina Bárcena. Con ocho interviene junto a sus padres en El accidente y con diez estrena Mariana Pineda, de Federico García Lorca, junto a Margarita Xirgu. A partir de ese momento continúa su carrera artística de forma ininterrumpida.
En cine debuta en 1930 pero no será hasta después de la Guerra civil española cuando adquiera el rango de estrella del cine español llegando a ser uno de los más cotizados galanes de la década de los 40. Interviene tanto en filmes bélicos, del gusto de la época, como Harka (1941) de Carlos Arévalo, ¡A mí la legión! (1942), de Juan de Orduña, como comedias: Ella, él y sus millones (1944), también de Juan de Orduña.
La década siguiente le permite, además, demostrar sus cualidades interpretativas en una serie de títulos de mayor compromiso artístico como Surcos (1951), de José Antonio Nieves Conde o Calle Mayor (1956), de Juan Antonio Bardem o Amanecer en puerta oscura (1957), de José María Forqué.
Combina además su carrera en el cine con los escenarios, integrándose en la compañía de sus suegros Manuel Soto y Guadalupe Muñoz Sampedro —desde que en 1946 contrajo matrimonio con la hija de éstos, la también actriz Luchy Soto—, para formar finalmente su propia compañía.
Su trayectoria posterior se centra en televisión —Historias para no dormir, Estudio 1, Primera fila...—. En la gran pantalla, se limita a papeles de reparto en títulos menores si bien aún interviene en algunas películas que han entrado en la historia del cine español como El jardín de las delicias (1970) o La prima Angélica (1973), ambas de Carlos Saura.
Falleció el 29 de marzo de 1977 en Madrid víctima de un cáncer hepático a los 58 años.

## Teatro (selección)
- Mariana Pineda (1927), de Federico García Lorca.
- Más fuerte que el amor (1928), de Jacinto Benavente.
- Don Juan Tenorio (1937), de José Zorrilla.
- ¡Viva lo imposible! o el contable de estrellas (1939), de Miguel Mihura.
- La losa de los sueños (1941), de Jacinto Benavente
- Sin querer (1941), de Jacinto Benavente
- Las mocedades del Cid (1941), de Guillem de Castro.
- El patio (1941), de Hermanos Álvarez Quintero
- El cuervo (1957), de Alfonso Sastre.
- Un soñador para un pueblo (1958), de Antonio Buero Vallejo.[1]
- ¿Quién es Silvia? (1959), de Terence Rattigan
- Romeo y Julieta (1971), de William Shakespeare, en versión de Pablo Neruda.[2]
- Chao (1972) de Marc Gilbert Sauvajon.
- Equus (1975), de Peter Shaffer.
- Usted también podrá disfrutar de ella (1973), de Ana Diosdado.

## Filmografía parcial
- Harka (1941) dir. Carlos Arévalo
- Vidas cruzadas (1942) dir. Luis Marquina
- ¡A mí la Legión! (1942) dir. Juan de Orduña
- Eugenia de Montijo (1944) dir. José López Rubio
- Ella, él y sus millones (1944) dir. Juan de Orduña
- Tarjeta de visita (1944) dir. Antonio de Obregón
- Chantaje (1946) dir. Antonio de Obregón
- Dulcinea (1947) dir. Luis Arroyo
- La esfinge maragata (1950) dir. Antonio de Obregón
- Surcos (1951) dir. José Antonio Nieves Conde
- Calle Mayor (1956) dir. Juan Antonio Bardem
- Amanecer en puerta oscura (1957) dir. José María Forqué
- De espaldas a la puerta (1959) dir. José María Forqué
- Canción de arrabal (1961) dir. Enrique Carreras
- A hierro muere (1962) dir. Manuel Mur Oti
- Plaza de Oriente (1963) dir. Mateo Cano
- A tiro limpio (1963) dir. Francisco Pérez-Dolz
- El jardín de las delicias (1970) dir. Carlos Saura
- La prima Angélica (1973) dir. Carlos Saura

## Premios
- Premio del Sindicato Nacional del Espectáculo en 1957 por Amanecer en puerta oscura.